# Autophila praeclara
Autophila praeclara är en fjärilsart som beskrevs av Karl Schawerda 1918. Autophila praeclara ingår i släktet Autophila och familjen nattflyn. Inga underarter finns listade i Catalogue of Life.